# Centre d'extermination nazi de Grafeneck

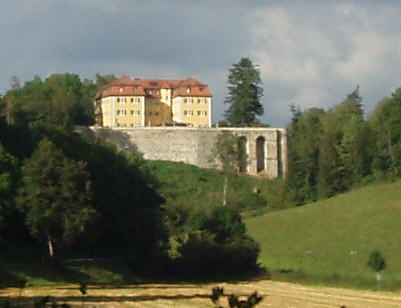
Grafeneck.

Le centre d'extermination nazi de Grafeneck était situé à Gomadingen (district de Reutlingen, Bade-Wurtemberg). Il est l'un des lieux qui a servi de cadre au programme Aktion T4, à partir de 1940, et qui a mené à la mort 10 654 personnes handicapées venant de Bavière, de Bade et du Wurtemberg.

## Histoire
L'institut est à l'origine un hôpital pour handicapés dirigé par une congrégation médicale protestante « la fondation des Samaritains ». Il est réquisitionné en octobre 1939 par Herbert Linden et Viktor Brack après l'avoir inspecté. Après des travaux de réaménagement en vue de ses nouvelles fonctions et l'arrivée à la mi-janvier 1940 du personnel au complet le processus de mise à mort des handicapés se met en marche avec l'arrivée des premières victimes. L'institut d'euthanasie de Grafeneck, auquel est attribuée la lettre A comme langage codé dans les rapports écrits et communications téléphoniques, fonctionne de janvier 1940 à décembre 1940. Le personnel comprend notamment les médecins Horst Schumann, Ernst Baumhard, Günther Hennecke, le directeur-adjoint de l'administration Hans-Heinz Schütt qui officiera en 1942 au camp d'extermination de Sobibor, Kurt Franz (dernier commandant de Treblinka), August-Wilhelm Miete, Josef Oberhauser, Christian Wirth (futur inspecteur des camps d'extermination).
Les installations de gazage se situent à environ 300 mètres en retrait du château. Un baraquement en bois servait de lieu d'accueil et à proximité un vieux garage automobile transformé en chambre à gaz est maquillé en fausse salle de douche. Sa contenance au début est de 50 à 60 victimes puis passe à 75 victimes. Dans un local adjacent est installé le système de gazage avec les bouteilles de gaz munies de leurs valves. Un crématorium avec deux fours crématoires mobiles siégeait dans une autre baraque à quelque distance de là. L'ensemble est entouré de barbelés et d'une palissade en bois de 15 pieds (4,50 mètres) de haut.

## Nombre des victimes
Plusieurs sources renseignent sur le nombre de victimes à Grafeneck; selon un registre de 39 pages (tenu par Edmund Brandt pour des besoins internes de l'Aktion T4) et retrouvé en juin 1945 dans une armoire blindée à Hartheim par un officier américain (Charles Dameron), 9 839 personnes ont été gazées à Grafeneck entre janvier et décembre 1940.
| Janvier | Février. | Mars | Avril | Mai   | Juin  | Juillet | Août  | Septembre | Octobre | Novembre | Décembre | Total |
| ------- | -------- | ---- | ----- | ----- | ----- | ------- | ----- | --------- | ------- | -------- | -------- | ----- |
| 95      | 234      | 500  | 410   | 1.119 | 1.300 | 1.262   | 1.411 | 1.228     | 761     | 971      | 548      | 9.839 |

Le procès de Wurtemberg qui a eu lieu à l'été 1949 a retenu le chiffre total de 10.654 victimes.

### Source
- (de) Cet article est partiellement ou en totalité issu de l’article de Wikipédia en allemand intitulé « Tötungsanstalt Grafeneck » (voir la liste des auteurs).